# Partenio I
Il Partenio I (detto anche Grande Partenio o Partenio del Louvre) è un componimento di lirica corale di Alcmane. Esso proviene da un papiro ritrovato da Auguste Mariette nel 1855, di cui la parte meglio leggibile è costituita dai vv. 36-101:

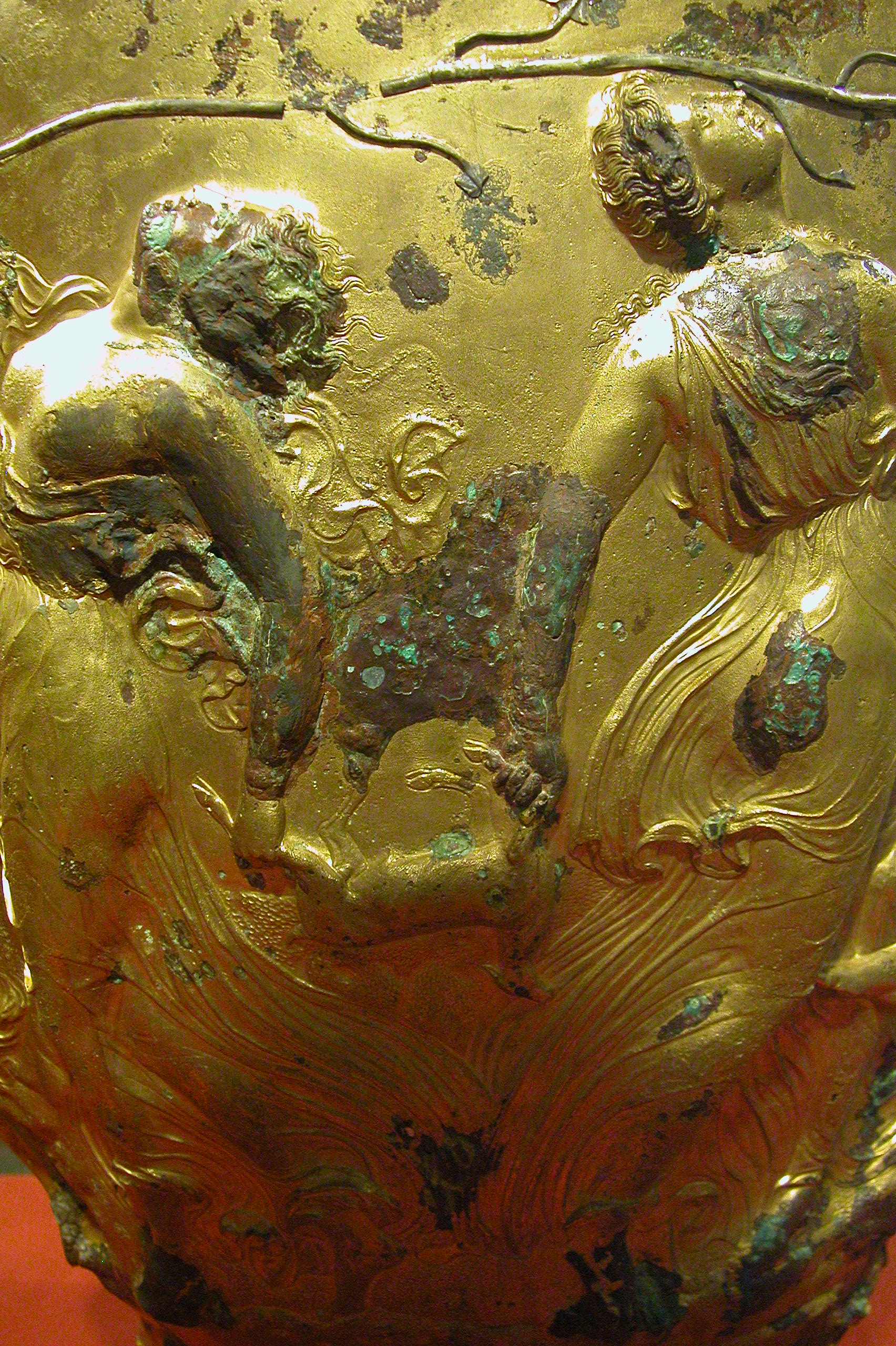
Menadi danzanti, che portano un agnello o capretto sacrificale

Non la vedi? E' come cavallo
 veneto. Ma anche la chioma sciolta
 della compagna Agesìcora
 ha riflessi d'oro limpido.
 E il suo volto è d'argento.
 Ma che dirò più chiaramente?
 Essa è Agesìcora:
 Più bella dopo Agido,
 correrà con Ibeno quale cavallo Colasseo:
 così insieme le Pleiadi, quando
 avanti l'alba portiamo il velo,
 come fa l'astro di Sirio, nella notte
 dolcissima lottano sollevandosi in altro.
 Non ho tanta ricchezza di porpora
 per reggere alla gara,
 né un'armilla tutta d'oro
 a forma di serpente e mitra lidia
 ornamento delle fanciulle
 dai teneri occhi,
 né i capelli di Nanno;
 non sono Arete divina
 né Tìlaci o Clesìtera.
 Né potrei dire nella casa di Enesìmbrota:
 "Fosse con me Astàfi
 e mi vedesse Fililla
 e Damàreta e la cara Viantémi."
 Ma mi conforta Agesìcora.
 Non è forse con noi Agesìcora
 dalla bella caviglia,
 che accanto ad Agido,
 allieta la festa dell'offerta?
 O dèi accogliete i nostri voti: in voi
 è il principio e la fine. "Corifea,"
 vorrei dire "la vergine che parle,
 invano ha vociato come nottola
 dall'alto d'una trave, ma vuole
 piacere moltissimo all'Aurora
 perché ha reso lievi i nostri affanni,
 come ora le fanciulle
 per grazia di Agesìcora
 avranno dolce quieta."
 Così i cavalli legati alle sbarre
 aiutano ai lati l'altro carro in corsa;
 così bisogna docili seguire
 sulla nave il pilota.
 Quando canta Agesìcora
 non uguaglia le sirene,
 che sono dee; ma in gara
 con undici fanciulle ne vale dieci.
 La sua voce è del cigno
 che s'ode lungo
 le correnti dello Xanto.
 E la sua chioma desiderata...»
(Alcmane, fr. 3 Calame, vv. 36-101)
Il partenio è stato interpretato da alcuni come la celebrazione di un vero e proprio matrimonio tra le ragazze, anche se non mancano altri temi ispiratori, quali allusioni mitiche, sentenze morali, spunti conviviali ed erotici, descrizione di spettacoli naturali.